# Bram Lagae
Bram Lagae (14 gennaio 2004) è un calciatore belga, difensore del Gent.

## Carriera

### Club
È cresciuto nel settore giovanile del Gent ed ha debuttato con la squadra riserve il 17 agosto 2022 nell'incontro di terza divisione pareggiato 2-2 contro l'URSL Visé. Il 13 maggio 2023 ha debuttato in prima squadra nella partita di Pro League vinta 4-0 contro il Cercle Bruges.
Il 1º febbraio 2024 è stato ceduto in prestito al Dunkerque fino al termine della stagione. Il 31 luglio seguente ha prolungato il contratto ed è passato con la stessa formula al Kortrijk.

### Nazionale
Ha giocato con le nazionali giovanili belghe Under-16, Under-17, Under-18, Under-19, Under-20 ed Under-21.

## Statistiche

### Presenze e reti nei club
Statistiche aggiornate al 30 marzo 2025.
| Stagione        | Squadra         | Campionato      | Campionato | Campionato | Coppe nazionali | Coppe nazionali | Coppe nazionali | Coppe continentali | Coppe continentali | Coppe continentali | Altre coppe | Altre coppe | Altre coppe | Totale | Totale | Totale |
| Stagione        | Squadra         | Comp            | Pres       | Reti       | Comp            | Pres            | Reti            | Comp               | Pres               | Reti               | Comp        | Pres        | Reti        | Pres   | Reti   |        |
| --------------- | --------------- | --------------- | ---------- | ---------- | --------------- | --------------- | --------------- | ------------------ | ------------------ | ------------------ | ----------- | ----------- | ----------- | ------ | ------ | ------ |
| 2022-2023       | Jong Gent       | D3              | 30         | 1          | -               | -               | -               | -                  | -                  | -                  | -           | -           | -           | 30     | 1      |        |
| 2023-2024       | Jong Gent       | D3              | 12         | 1          | -               | -               | -               | -                  | -                  | -                  | -           | -           | -           | 12     | 1      |        |
| 2022-2023       | Gent            | D1              | 3          | 0          | CB              | 0               | 0               | UECL               | 0                  | 0                  | -           | -           | -           | 3      | 0      |        |
| 2023-gen. 2024  | Gent            | D1              | 2          | 0          | CB              | 1               | 0               | UECL               | 2                  | 0                  | -           | -           | -           | 5      | 0      |        |
| gen.-giu. 2024  | Dunkerque       | L2              | 15         | 0          | CF              | 0               | 0               | -                  | -                  | -                  | -           | -           | -           | 15     | 0      |        |
| 2024-2025       | Kortrijk        | D1              | 20         | 0          | CB              | 2               | 0               | -                  | -                  | -                  | -           | -           | -           | 22     | 0      |        |
| Totale carriera | Totale carriera | Totale carriera | 82         | 2          |                 | 3               | 0               |                    | 2                  | 0                  |             | -           | -           | 87     | 2      |        |